# Tempestade tropical Cristobal (2020)
A tempestade tropical Cristobal foi a terceira tempestade nomeada mais temporã no Oceano Atlântico do Norte no registo, rompendo o recorde estabelecido pela tempestade tropical Colin em 2016, que se formou a 5 de junho. Também é o primeiro ciclone tropical do Atlântico em formar no mês de junho desde a tempestade tropical Cindy em 2017, e o primeiro ciclone tropical de junho que tocou terra no México desde a tempestade tropical Danielle em 2016.
A terceira tempestade nomeada da temporada de furacões no Atlântico de 2020, Cristobal formou-se a 1 de junho sobre a Baía de Campeche a partir dos remanescentes da tempestade tropical Amanda no Pacífico Oriental. Cristobal depois tocou terra no estado de Campeche às 13:35 UTC da 3 de junho de 2020, com ventos sustentados de 60 mph (95 km/h), causando chuvas torrenciais em toda a região. Lentamente voltou a curvar para o norte sobre México e avançou para o Golfo do México. Cristobal depois tocou terra por segunda vez sobre o sudeste de Luisiana às 22:10 UTC da 7 de junho, convertendo-se no segundo ciclone tropical mais temporão em tocar terra na Luisiana. O sistema avançou para o norte através do vale de Mississippi, conseguindo sobreviver sobre a terra como uma depressão tropical até finalmente se converter em extratropical sobre o sul de Wisconsin às 0300 UTC de 10 de junho. Esta baixa de latitude média moveu-se depois sobre o Canadá, em direção ao mar de Labrador.
O grande tamanho de Cristobal o levou a ter um impacto em grande parte de América Central e o sul do México, bem como na maior parte da costa do Golfo dos Estados Unidos. Em combinação com Amanda, Cristobal provocou quase uma semana de chuvas devastadoras em Guatemala, El Salvador e o sul do México. Reportaram-se 16 deslizamentos de terra nestas áreas, e no estado mexicano de Iucatã, danificaram-se mais de 230,000 acres de cultivos, e danificaram-se múltiplas plataformas de azeite mexicanas e um berço flutuante, o que leva a uma estimativa de danos de US $184 milhões. Cristobal também causou a morte por afogamento de um cidadão de Santa Maria, Yaxcabá, e a morte de outro cidadão mexicano quando uma árvore caiu sobre eles devido aos fortes ventos. Nos Estados Unidos, Cristobal causou múltiplos tornados e trombas, e causou uma maré de tempestade de 5 pés em Luisiana. Também foi responsável pela morte de dois meninos em Luisiana devido às fortes correntes de ressaca. Em geral, Cristobal causou danos por $191.2 milhões e quatro mortos.

## História meteorológica

### Primeira etapa

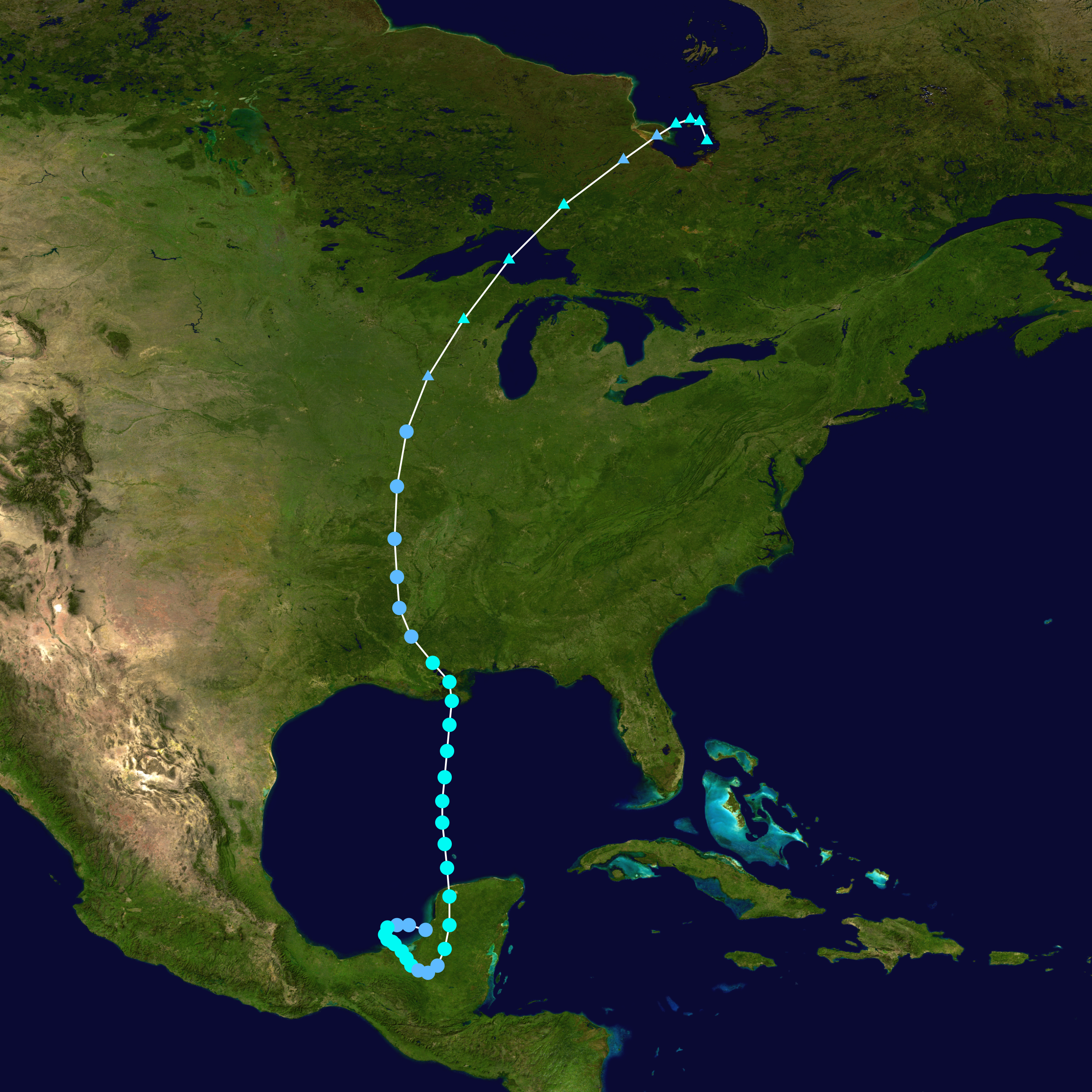
Mapa que traça a trajectória e a intensidade da tempestade, de acordo com a escala de furacões de Saffir-Simpson

a 31 de maio de 2020, o Centro Nacional de Furacões (NHC) assinalou o potencial da depressão tropical Dois-E no Pacífico Oriental para se reconstruir na Baía de Campeche. Nesse dia, a depressão fortaleceu-se na tempestade tropical Amanda, que tocou terra em Guatemala. A sua circulação de baixo nível dissipou-se às 21:00 UTC da 31 de maio. O as suas remanescentes transladaram-se ao norte e noroeste à Baía de Campeche e continuaram desenvolvendo-se.
Para o 1 de junho, o Centro Nacional de Furacões (NHC) estimou um 90% de possibilidades de reorganização enquanto o sistema estava sobre a península de Iucatã. Às 21:00 UTC desse mesmo dia, os remanescentes de Amanda converteram-se em depressão tropical Três, e o Centro Nacional de Furacões (NHC) começou a sua monitorização. A depressão moveu-se lentamente para o oeste sobre a Baía de Campeche e intensificou-se lentamente. Às 15:00 UTC de 2 de junho, uma unidade de reserva da Força Aérea de caçadores de furacões começou a pesquisar o sistema. Os dados do voo descobriram que se tinha fortalecido na tempestade tropical Cristobal às 15:15 UTC desse dia. Isto marcou a primeira tempestade do terceiro nome no Atlântico, batendo o recorde estabelecido pela tempestade tropical Colin em 2016 da 5 de junho de 2016.

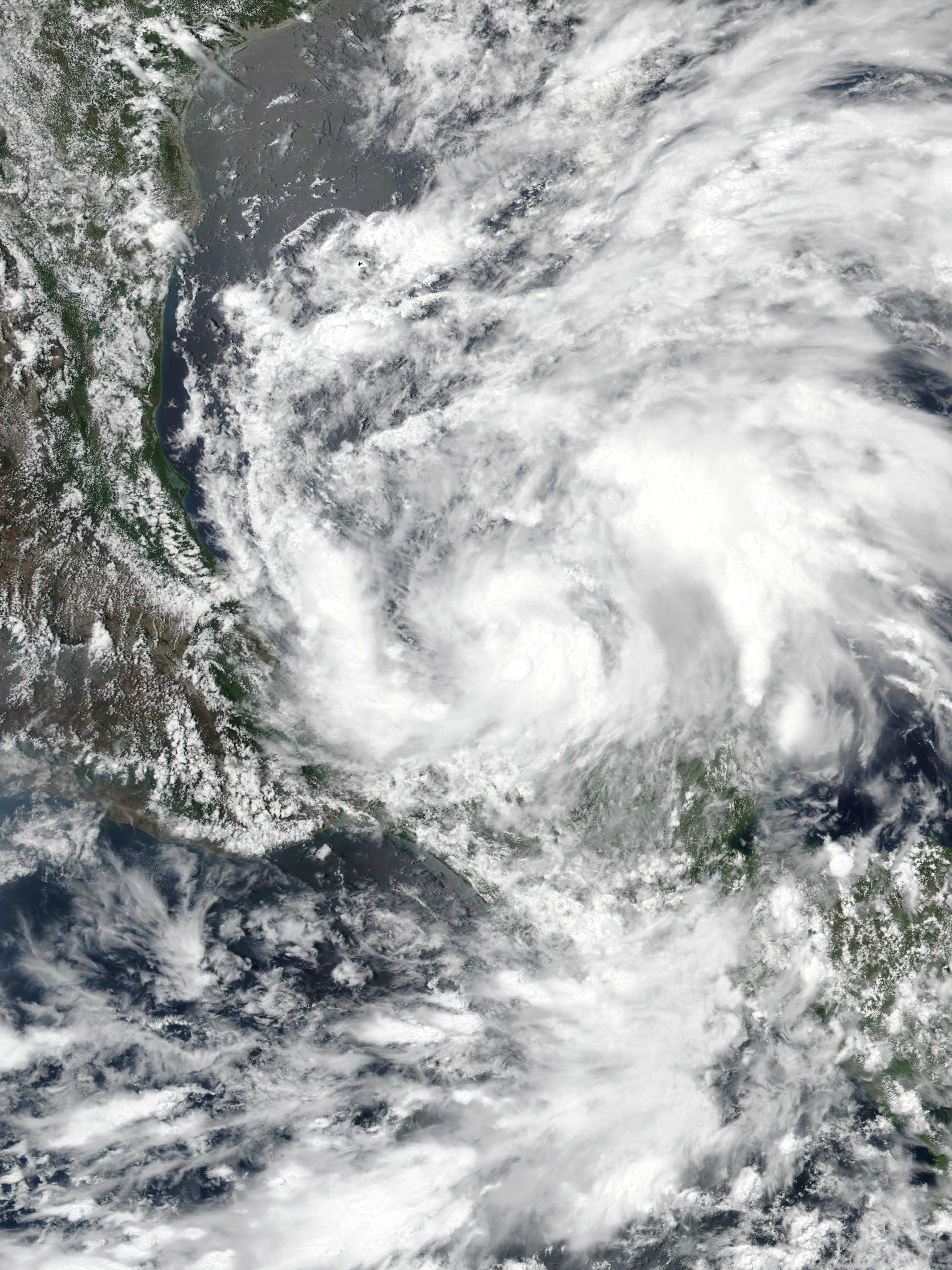
A tempestade tropical Cristobal intensifica-se sobre a baía de Campeche a 2 de junho

Cristobal fortaleceu-se lentamente enquanto permanecia quase estacionário na Baía de Campeche ao dia seguinte. Cristobal começou a fortalecer-se rapidamente à medida que acercava-se à costa mexicana, voltando-se mais simétrica com a queda das pressões. Às 13:35 UTC, os relatórios de um avião da Unidade de Reserva da Força Aérea de caçadores de furacões indicam que Cristobal tinha tocado terra cerca de Atasta, México, justo ao oeste de Ciudad del Carmen com a máxima intensidade. Cristobal começou a debilitar-se lentamente à medida que avançava no dia enquanto avançava mais para o sudeste para o estado mexicano de Campeche, o que significa uma diminuição na atividade de tempestades elétricas cerca do centro.
Na manhã da 4 de junho, Cristóbal debilitou-se numa depressão tropical, com uma aparência de satélite degradante. A depressão perdeu a maioria das suas características de bandas devido à interacção prolongada com a terra, e a maior parte da sua convecção limitou-se ao quadrante nordeste. Inesperadamente, a depressão moveu-se para o norte a um ritmo mais rápido do previsto, o que fez que se organizasse melhor em imagens de satélite. Cristobal entrou brevemente na Guatemala antes de começar a mover para o norte.

### Segunda etapa
À medida que Cristobal afastava-se mais ao norte da península de Iucatã, o ar seco e a interacção com um canal de nível superior para o este começaram a despojar a Cristobal de qualquer convecção central, e a maior parte da convecção se deslocou ao leste e ao norte do centro e livrou a Cristobal de uma típica estrutura de ciclone tropical. O avião de reconhecimento encontrou Cristobal um pouco mais forte na tarde de 6 de junho, apesar de estar mal organizado. As observações do Centro Nacional de Furacões (NHC) sugeriram que Cristobal se parecia mais a um ciclone subtropical que um ciclone tropical durante este período, com os ventos mais fortes e a convecção deslocados para o este do centro. A tempestade tropical Cristobal tocou terra a 7 de junho às 5:10 p.m. CDT (2210 UTC) no sudeste de Luisiana, ao leste de Grand Isle, se convertendo na segunda tempestade mais temporã em tocar terra em Luisiana no registo..
Cristobal moveu-se ao longo do Vale de Mississippi depois, passando por Arkansas, Missouri, Iowa e Illinois antes de ser declarado extratropical pelo Centro de Predição do Clima às 0300 UTC de 10 de junho (10 pm CDT a 9 de junho) sobre o sul de Wisconsin.
O último aviso público emitido pelo Centro de Predição do Clima em Cristóbal chegou mais tarde essa manhã às 0900 UTC (4 a.m. CDT). Nesse momento, a tempestade localizou-se sobre o oeste da península superior de Michigan, movendo para o nordeste a para perto de 30 mph (48 km/h) para o lago Superior e o norte de Ontário, Canadá.

## Preparações

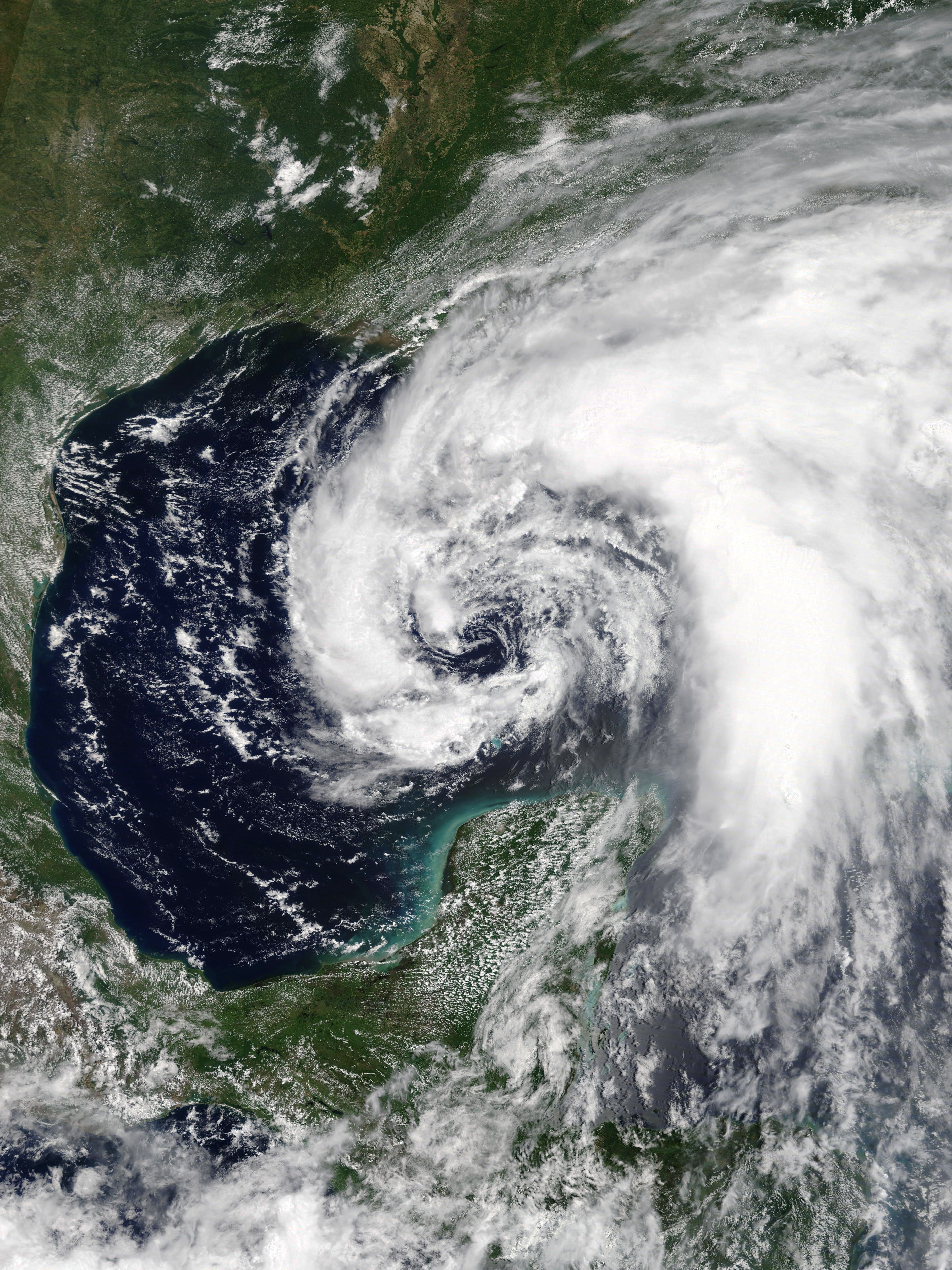
A tempestade tropical Cristóbal intensifica-se sobre a Baía de Campeche a 6 de junho

### México
O governo do México emitiu um aviso de tempestade tropical desde Campeche para o oeste até Porto de Veracruz. Um total de 9 000 soldados mexicanos e membros da Guarda Nacional foram enviados para ajudar com os preparativos e o trabalho de socorro. Os residentes de comunidades em risco como o Bosque Rovirosa Segunda e a Costeñita no México foram evacuados na terça-feira. Na terça-feira, ondas de até 10 pés (3 metros) de altura na área obrigaram a um capitão de porto da região a fechar um terminal marítimo por quarto dia consecutivos para todos os tipos de embarcações. a 5 de junho, enquanto Cristobal ainda era uma depressão tropical, o governo do México emitiu uma alerta de tempestade tropical desde Ponta Ferreiro até Rio Lagartos.

### Estados Unidos
A 5 de junho, emitiu-se uma alerta de tempestade tropical desde Intracoastal City, Luisiana, até à fronteira entre o Alabama e a Flórida. Também se emitiu uma alerta de tempestade para partes da Luisiana, Mississippi, Alabama e Flórida. A cidade de Grand Isle, Luisiana, emitiu uma ordem de evacuação obrigatória a partir do sábado às 6 a.m. de acordo com o Prefeito de Grand Isle, David Camardelle. No mesmo dia, o governador da Luisiana, John Bel Edwards, declarou o estado de emergência e ordenou evacuações na área. Esperam-se precipitações intensas em todo o norte pelo vale do rio Mississippi até Wisconsin e, finalmente, também para o Canadá. As inundações repentinas e alertas de inundação de rios foram problemas na Luisiana do sul e de Iowa no norte. Esperam-se precipitações de três a catorze polegadas dentro do caminho mencionado anteriormente, e esperam-se inundações horríveis.

## Impactos
Segundo o Centro Nacional de Furacões, partes da costa do Pacífico de El Salvador, Guatemala e o estado mexicano de Chiapas registaram 20 polegadas (510 mm).

### América Central

#### El Salvador
Os efeitos combinados das tempestades tropicais Amanda (Pacífico) e Cristobal (Atlântico) provocaram chuvas torrenciais numa grande faixa de América Central.
Deixou 15 mortos e 7 desaparecidos, de acordo com o relatório de Mario Durán, ministro de Gobernación da nação.

#### Guatemala
Lembro-se com as autoridades guatemaltecas, as chuvas ocasionaram a morte de duas pessoas, incluindo a de um menor de 9 anos ao ser arrastado por um rio. Adicionalmente, reportava dois feridos pela contingência e o translado de 167 pessoas a albergues habilitados para a contingência.

#### Honduras
No país Centro Americano reportou-se a morte de uma pessoa, bem como a ocorrência de deslizes e inundações. Cabe assinalar que as Honduras se considera um país especialmente vulnerável a este tipo de eventos relacionados com a mudança climática dadas as suas condições de pobreza e falta de planejamento urbano.

### América do Norte

##### México
No mexico  não se registaram prejuízos

##### Chiapas
Entre a 30 de maio e a 3 de junho, uma estação meteorológica em Ocotepec, Chiapas, mediu 26.3 polegadas (667 mm) de chuva.
Requereu-se que ao menos 619 pessoas fossem evacuadas devido à ameaça de deslizamentos de terra e inundações repentinas e se informaram 16 deslizamentos de terra individuais em Campeche, Chiapas e Iucatã. Estima-se que uns 10.000 cidadãos se viram gravemente afectados pelas inundações repentinas.
Uma pessoa morreu em Chiapas quando uma árvore caiu sobre ele.

##### Campeche
O dano agrícola em Campeche atingiu os 40 milhões de pesos (US$ 1,84 milhões). Uma rajada de vento de 55 mph (89 kph) registou-se em Ciudad del Carmen a 3 de junho. Cristobal também danificou as plataformas petrolífera mexicanas e um berço flutuante, no Golfo do México.

##### Iucatã
Mérida, a capital de Iucatã, registou 22.9 polegadas (581.66 mm) no mesmo período de tempo. A chuva generalizada provocou inundações em toda a península de Iucatã. Algumas áreas de Iucatã receberam a chuva de um ano em apenas quatro dias, batendo o recorde histórico de volume pluvial, bem como o recorde da maior quantidade de tempo com chuva, superando as 40 horas.
A agricultura sofreu grandes perdas em todo Iucatã com 95 000 hectares (230 000 acres) danificadas a um custo de 4 bilhões de pesos (US$ 185 milhões).
Uma pessoa afogou-se ao tentar nadar através das águas de inundação de 6.6 pés (2 m) em Santa Maria, Yaxcabá.

##### Quintana Roo
Mais ao leste, em Lázaro Cárdenas, Quintana Roo, as fortes chuvas de Cristobal causaram inundações e danificaram 10 hectares (25 acres) de papaia. A perda total estimou-se em ao redor de 1 milhão de pesos (US$ 46,000).

#### Estados Unidos

##### Nova Orleans
Antes da chegada da tempestade, dois meninos morreram em Luisiana após ser arrastados ao mar pelas correntes de ressaca. A maré de tempestade ciclónica de 5 pés (1.5 m) causou inundações ao longo de grande parte da costa da Luisiana e inundou o único caminho que conduz para a Grand Isle, que se encontrava sob uma evacuação obrigatória. A chuva torrencial e a marés altas causaram um evento de inundação em Grand Isle que, segundo se diz, foi o pior desde o furacão Isaac em 2012. Uma grande parte de Luisiana Highway 1 esteve completamente inundada e inaccesível durante todo o 7 de junho. Ao redor de 4 000 blecautes ocorreram em Nova Orleans nesse mesmo dia.

##### Flórida
Na Flórida, emitiram-se múltiplas advertências de tornados e confirmaram-se ao menos quatro tornados no estado entre 6 e 7 de junho desde as bandas de chuva externas de Cristobal. Um destructivo tornado EF-1 golpeou áreas justo ao leste do centro de Orlando, começando como uma tromba marinha sobre o lago Conway antes de se transladar a terra, danificando ou derrubando múltiplas árvores, alguns dos quais caíram sobre as casas.

##### Mississippi
Em Mississippi, para perto de onde Cristobal tocou terra, vários lugares de observação meteorológica informaram fortes ventos de tempestade tropical. Um lugar de Weatherflow em Ship Island, Mississippi, observou um vento sustentado de 48 mph (78 km/h) e uma rajada de até 64 mph (104 km/h), que foi a rajada de vento máxima informada durante a chegada a terra. As inundações voltaram-se severas em Mississippi depois da chegada de Cristobal, e o governador de Mississippi, Tate Reeves, declarou a 10 de junho um estado de emergência para ajudar a acelerar os esforços de ajuda; As estimativas preliminares de danos no estado atingiram os US$ 5.2 milhões.

##### Wisconsin
Cristobal trouxe fortes chuvas aos estados do médio oeste, derrubando ventos e rajadas de vento. A tempestade será o quarto remanescente de ciclone tropical do Atlântico que se mova sobre o Wisconsin, e o último foi o furacão Gilbert em 1988.
Cristobal chegou à península superior de Michigan como um ciclone póstropical nas primeiras horas da manhã de 10 de junho. O sistema trouxe um clima tormentoso à região, que incluiu ondas altas ao longo do extremo norte de Green Bay, especialmente através de Big Bay de Noc. Depois passou sobre o Lago Superior para o norte de Ontário, o primeiro caso conhecido de que isto tenha sucedido. O Centro de Predição de Tempestades gerou um risco moderado de tempestades severas para grande parte do oeste de Michigan e o norte de Ohio através de grandes quantidades de humidade arrastadas por trás do remanescente pós-tropical de Cristobal. 55,000 apagões ocorreram em Michigan a 10 de junho devido a tempestades severas, incluindo rajadas de vento de até 70 mph.

##### Ohio e Pensilvânia
Arredor de 650 000 pessoas perderam energia elétrica devido à passagem, que produziu tornados confirmados no condado de Columbiana, Ohio, e (um EF-2) no condado de Beaver, Pensilvânia.

#### Canadá

##### Ontário
No sector quente da baixa póstropical, as linhas de tempestade também afectaram a Ontário e o oeste de Quebec. Numerosos danos foram causados pelos ventos no sul de Ontário, bem como por granizo em alguns lugares, cortando a corrente elétrica a mais de 43 000 clientes. Informaram-se ao menos dois tornados na área de Londres, um em Glencoe arredor das 7:50 p.m. local e o outro em Belmont 40 minutos depois. Em Quebec, os ventos provocaram que mais de 130 000 clientes ficassem sem eletricidade, aproximadamente a metade dos quais se encontram na área metropolitana de Montreal.